# Бандерол
Бандеролът (наричан още бандеролен знак или стикер, англ. excise stamp) е държавна ценна книга, която доказва внасянето на дължимия акциз за освободените за потребление акцизни стоки. Представлява хартиена лента с изписани трайни знаци.
Само лицензирани производители и търговци — вносители, притежаващи специални разрешения, имат право да закупуват бандероли. Те се издават от Министерството на финансите по утвърдени проекти и се закрепват върху потребителската опаковка на изделията, подлежащи на облагане с акциз, по такъв начин, че да е невъзможно отварянето на опаковката, без да се разкъса самия бандерол. Всеки стикер има определени реквизити: серия, номер, символ и цена (при тютюневите изделия) и свидетелства за заплатен акциз.
Данъчно задължените лица водят аналитична отчетност за движението на бандеролите и ги продават само на лицензирани търговци за търговия на дребно. При внос на тютюневи изделия се изисква те да бъдат облепени с бандерол от вносителя. Продажбата им се извършва от териториалните данъчни подразделения по предварителна заявка, която се удовлетворява в срок до 60 дни. След закупуването му бандеролът не може да бъде предмет на последваща сделка, като неоползотворените стикери се връщат по специален ред на министерство на финансите.
Продажбата или задържането на склад на акцизни стоки без бандерол е престъпление и административно нарушение според законите на Република България.